# Введенська церква (Феодосія)
Церква Введення в храм Пресвятої Богородиці — пам'ятка архітектури національного значення (обліковий номер 1213), найдавніша церква Феодосії. Її спорудження датується VIII—IX століттями, хоча нинішньої форми церква набула у XIX столітті.

## Історія

### Заснування
Початково Введенська церква була схожа на грецьку Церкву святого Димитрія Солунського. Точний час будівлі не встановлено, зазвичай називається VIII—IX століття.

### Новий час
У 1787 року церква була проголашена кафедральним храмом напівсамостійної Феодосійської єпархії. Тоді храм належав грецькій громаді Феодосії. У дворі стояв будинок священика, працювала «Елініко Сколіо» (грецька школа на чотири класи). Вона була відкрита у 1891 році меценатами Мануїлом і Скірагдою Грамматіковими. Церкві належала каплиця за два кілометри, торгові приміщення, сад і дача.
У 1825 році була побудована дзвіниця з білого каменю, у 1854 — велика прибудова. Тоді ж з'явилася різьблення по каменю і фрески в середині храму. Купол був інкрустований кольоровим склом. Вівтар невеликий з трьома арками і одним вікном. Престол на чотирьох кам'яних стовпах з мармуровою верхньою дошкою. Між стовпами зображені: зі східного боку — воскресіння Лазаря, із західного — Воскресіння Христове, з північної сторони — зняття Спасителя з хреста, з південної — розп'яття на хресті. Жертовник в стіні. Іконостас у візантійському стилі. Влаштований був ще в 1776 році, але в 1882 році переданий тюремній церкві і замінений новим. Над царськими вратами — сяйво. Накладено дерев'яними грецькими буквами напис: «Зі страхом Божим і вірою і любов'ю приступіте».

### У 20 столітті
Служба велася церковнослов'янською та грецькою мовами навіть у першій половині XX століття. У 1937 році церква була закрита, члени місцевої грецької церковної громади розстріляні. Відомим був священномученик Варфоломій (Ратних).
Були зруйнована дзвіниця і огорожа, купол, фрески зафарбовані, різьблення по каменю збита. Церква стала гімнастичним залом з тренерською командою і роздягальнями.

## Архітектура
Складається з двох частин — невеликої візантійської церкви зального типу і добудови з дзвіницею 19 століття. Сучасні розписи датуються початком 21 століття. У грудні 1993 року церква була повернута прихожанам. Був відреставрований купол і дзвіниця, а також огорожа.